# Diócesis de Santa Rosa de Lima
La diócesis de Santa Rosa de Lima (en latín: Dioecesis Sanctae Rosae de Lima) es una circunscripción eclesiástica de la Iglesia católica en Guatemala. Se trata de una diócesis latina, sufragánea de la arquidiócesis de Guatemala. Desde el 16 de julio de 2021 su obispo es José Cayetano Parra Novo, de la Orden de Predicadores.

## Territorio y organización
La diócesis tiene 2955 km² y extiende su jurisdicción sobre los fieles católicos de rito latino residentes en el departamento de Santa Rosa. 
La sede de la diócesis se encuentra en la ciudad de Cuilapa, en donde se halla la Catedral del Niño Jesús.
En 2020 en la diócesis existían 17 parroquias.

## Historia
La diócesis fue erigida el 27 de abril de 1996 con la bula Ad satius consulendum del papa Juan Pablo II, obteniendo el territorio de la arquidiócesis de Guatemala.
El obispo José Cayetano Parra Novo fue nombrado por el papa Francisco el 16 de julio de 2021.

## Estadísticas
Según el Anuario Pontificio 2021 la diócesis tenía a fines de 2020 un total de 287 281 fieles bautizados.
| Año                                                                             | Población            | Población | Población      | Sacerdotes | Sacerdotes    | Sacerdotes    | Bautizados por sacerdote | Diáconos permanentes | Religiosos | Religiosos | Parroquias |
| Año                                                                             | Bautizados católicos | Total     | % de católicos | Total      | Clero secular | Clero regular | Bautizados por sacerdote | Diáconos permanentes | Varones    | Mujeres    | Parroquias |
| ------------------------------------------------------------------------------- | -------------------- | --------- | -------------- | ---------- | ------------- | ------------- | ------------------------ | -------------------- | ---------- | ---------- | ---------- |
| 1999                                                                            | 272 099              | 320 117   | 85.0           | 27         | 8             | 19            | 10 077                   |                      | 19         | 24         | 15         |
| 2000                                                                            | 275 000              | 324 277   | 84.8           | 27         | 8             | 19            | 10 185                   |                      | 19         | 23         | 15         |
| 2001                                                                            | 280 900              | 330 560   | 85.0           | 21         | 9             | 12            | 13 376                   |                      | 12         | 30         | 18         |
| 2002                                                                            | 272 000              | 319 814   | 85.0           | 20         | 9             | 11            | 13 600                   |                      | 11         | 27         | 18         |
| 2003                                                                            | 229 026              | 351 795   | 65.1           | 20         | 8             | 12            | 11 451                   |                      | 12         | 24         | 18         |
| 2004                                                                            | 302 439              | 355 811   | 85.0           | 21         | 9             | 12            | 14 401                   |                      | 13         | 29         | 18         |
| 2010                                                                            | 359 000              | 434 000   | 82.7           | 37         | 22            | 15            | 9702                     |                      | 19         | 16         | 16         |
| 2014                                                                            | 395 000              | 478 000   | 82.6           | 31         | 19            | 12            | 12 741                   |                      | 12         | 30         | 17         |
| 2017                                                                            | 425 000              | 514 371   | 82.6           | 49         | 27            | 22            | 8673                     |                      | 22         | 30         | 17         |
| 2020                                                                            | 287 281              | 399 486   | 71.9           | 51         | 31            | 20            | 5632                     |                      | 21         | 45         | 17         |
| Fuente: Catholic-Hierarchy, que a su vez toma los datos del Anuario Pontificio. |                      |           |                |            |               |               |                          |                      |            |            |            |

## Episcopologio
- Julio Amílcar Bethancourt Fioravanti † (27 de abril de 1996-4 de julio de 2006 falleció)
- Bernabé de Jesús Sagastume Lemus, O.F.M.Cap. (28 de julio de 2007-11 de enero de 2021 nombrado obispo de San Marcos)
- José Cayetano Parra Novo, O.P., desde el 16 de julio de 2021